# فلاديمير شميتسر
فلاديمير سميتشر (24 مايو 1973

 في ديتشين) (بالتشيكية:Vladimír Šmicer) لاعب كرة قدم تشيكي سابق كان يلعب في مركز الوسط المهاجم.
لعب سميتشر في أندية فيرنيريس (1979-1985) كوفوستروي ديتشين (1985-1987) سلافيا براغ (1987-1996) لنس (1996-1999) ليفربول (1999-2005) بوردو (2005-2007).
ساهم سميتشر في تتويج نادي سلافيا براغ ببطولة دوري الدرجة الأولى مواسم 1995/1996، 2007/2008، و2008/2009 كما ساهم في تتويج نادي لنس ببطولة دوري الدرجة الأولى موسم 1997/1998 وبطولة كأس الدوري الفرنسي 1998/1999 كما ساهم في تتويج نادي ليفربول ببطولة كأس الاتحاد الإنجليزي لكرة القدم موسم 2000/2001 وبطولة كأس رابطة الأندية الإنجليزية المحترفة مرتين موسمي 2000/2001 و2002/2003 وبطولة الدرع الخيري 2001 وبطولة دوري أبطال أوروبا 2004/2005 وبطولة كأس الاتحاد الأوروبي موسم 2000/2001 وبطولة كأس السوبر الأوروبي 2001 كما ساهم في تتويج نادي بوردو ببطولة كأس الدوري الفرنسي موسم 2006/2007.
شارك سميتشر مع منتخب تشيكوسلوفاكيا في مباراة دولية واحدة في سنة 1993 بينما شارك مع منتخب التشيك في 81 مباراة دولية مسجلا 27 هدف في الفترة من 1993 إلى 2006.
تم استدعاء سميتشر للمشاركة في بطولة كأس الأمم الأوروبية لكرة القدم 1996 التي أقيمت في إنجلترا. ساهم سميتشر في تحقيق الفوز على منتخب إيطاليا 2/1 والتعادل مع منتخب روسيا 3/3 والخسارة من منتخب ألمانيا 0/2. في الدور الربع النهائي تغلب على منتخب البرتغال 1/0 وفي الدور النصف النهائي تخطى منتخب فرنسا بركلات الجزاء الترجيحية ثم سقط مجددا أمام منتخب ألمانيا 1/2 في المباراة النهائية. يذكر بأن اللاعب سجل هدف التعادل الثالث الحاسم في الدقيقة 85 في مرمى منتخب روسيا لكي يمنح منتخب بلاده التأهل إلى الدور الربع النهائي.
تم استدعاء سميتشر مجددا للمشاركة في بطولة كأس الأمم الأوروبية لكرة القدم 2000 التي أقيمت في هولندا وبلجيكا معا. لم يظهر اللاعب وزملائه بمستواه السابق وخسروا من منتخبي هولندا وفرنسا 0/1 و1/2 على التوالي ولكنهم استطاعوا التغلب على منتخب الدنمارك 2/0 سجلهما سميتشر نفسه.
تم استدعاء سميتشر للمرة الثالثة والأخيرة للمشاركة في بطولة كأس الأمم الأوروبية لكرة القدم 2004 التي أقيمت في البرتغال. شارك سميتشر بديلا في المباراتين الأولى أمام منتخبي لاتفيا وهولندا التين انتهتا بالفوز 2/1 و3/2 علما بأنه سجل هدف الفوز على المباراة الأخيرة في الدقيقة 88 ثم غاب عن المباراة الثالثة أمام منتخب ألمانيا وعن مباراة الدور الربع النهائي أمام منتخب الدنمارك ولكنه عاد في الدور النصف النهائي أمام منتخب اليونان بديلا ولكنه لم يستطع منع منتخب بلاده من تلقي الخسارة 0/1.

## مسيرته الكروية
لعب فلاديمير شميتسر خلال مسيرته الاحترافية مع 4 أندية في ثمانية عشر موسمًا وسجل خلالها 60 هدف ضمن 344 مباراة. حيث فاز في موسم واحد بالكأس وفي أربعة مواسم بالدوري.
خاض فلاديمير شميتسر مسيرته مع نادي سلافيا براغ في موسم 1992–93 في المرة الأولى ليلعب معه أربعة مواسم ثم في موسم 2007–08 واستمر معه طيلة ثلاثة مواسم، مشاركًا طوالها في 104 مباراة سجل خلالها 31 هدفًا. ثم انتقل إلى نادي لانس في موسم 1996–97 واستمر معه طيلة ثلاثة مواسم، حيث شارك في 91 مباراة سجل خلالها 16 هدفًا. لينتقل بعدها إلى نادي ليفربول في موسم 1999–00 ليلعب معه ستة مواسم، مشاركًا في 121 مباراة سجل خلالها 10 أهداف. ثم انتقل إلى نادي جيروندان بوردو في موسم 2005–06 ولمدة موسمين، مشاركًا في 28 مباراة سجل خلالها 3 أهداف.

## روابط خارجية
- فلاديمير شميتسر على موقع الاتحاد الدولي (مؤرشف)  (الإنجليزية)
- فلاديمير شميتسر على موقع الاتحاد الأوربي (الإنجليزية)
- فلاديمير شميتسر على موقع الاتحاد التشيكي (الإنجليزية)
- فلاديمير شميتسر على موقع قاعدة بيانات كرة القدم.إي يو (الإنجليزية)
- فلاديمير شميتسر على موقع بيانات كرة القدم. دي إي (الألمانية)
- فلاديمير شميتسر على موقع ليكيب (الفرنسية)
- فلاديمير شميتسر على موقع ناشيونال فوتبول تيمز (الإنجليزية)
- فلاديمير شميتسر على موقع Soccerbase.com (لاعب) (الإنجليزية)
- فلاديمير شميتسر على موقع عالم كرة القدم.نت (الإنجليزية)